# Giulio Piazza
Giulio Piazza, né le 13 mars 1663 à Forlì en Lombardie et mort le 23 avril 1726 à Faenza, est un cardinal italien du XVIIIe siècle.
Il est de la famille du cardinal Agostino Cusani (1588).

## Biographie
Giulio Piazza est référendaire au tribunal suprême de la Signature apostolique, internonce à Bruxelles (en) et clerc de la chambre apostolique.
Il est nommé archevêque titulaire de Rhodes (de) en 1697 et nommé nonce apostolique en Suisse en 1698, nonce apostolique à Cologne en 1702 et nonce apostolique en Pologne en 1706. En 1706 il est transféré comme archevêque titulaire de Nazareth. Il est encore nonce apostolique en Autriche (en) en 1709 et transféré au diocèse de Faenza en 1710 avec titre personnel d'archevêque.
Le pape Clément XI le crée cardinal lors du consistoire du 18 mai 1712. Le cardinal Piazza est légat apostolique à Ferrare de 1714 à 1718.
Il participe au conclave de 1721, lors duquel Innocent XIII est élu pape et au conclave de 1724 (élection de Benoît XIII).

## Succession apostolique
Giulio Piazza a ordonné les évêques suivants :
- Évêque Franz Josef Supersaxo von der Fluhe (frp) (1702)
- Évêque Johann Werner von Veyder (de) (1704)
- Évêque Wilhelm von Leslie (en) (1712)
- Évêque Adamus Benedictus Ratkaj (1713)
- Évêque Francesco Bentini (1714)